# Nausithoe thieli
Nausithoe thieli is een schijfkwal uit de familie Nausithoidae. De kwal komt uit het geslacht Nausithoe. Nausithoe thieli werd in 1990 voor het eerst wetenschappelijk beschreven door Jarms. 